# 勒佩克
勒佩克（法語：Le Pecq，法語發音：[lə pɛk] ⓘ）是法国中北部法兰西岛大区伊夫林省的一个市镇，属于圣日耳曼昂莱区。

## 地理
勒佩克（48°53'48"N, 2°6'22"E）面积2.84 平方千米，位于法国法蘭西島大區伊夫林省，巴黎西部郊区，距离巴黎市中心18.4 km（11.4 mi）。
与勒佩克接壤的市镇（或旧市镇、城区）包括：塞纳河畔克鲁瓦西、马雷伊马尔利、马尔利勒鲁瓦、勒梅尼勒勒鲁瓦、蒙泰松、马尔利港、圣日耳曼昂莱、勒韦西内。
勒佩克的时区为UTC+01:00、UTC+02:00（夏令时）。

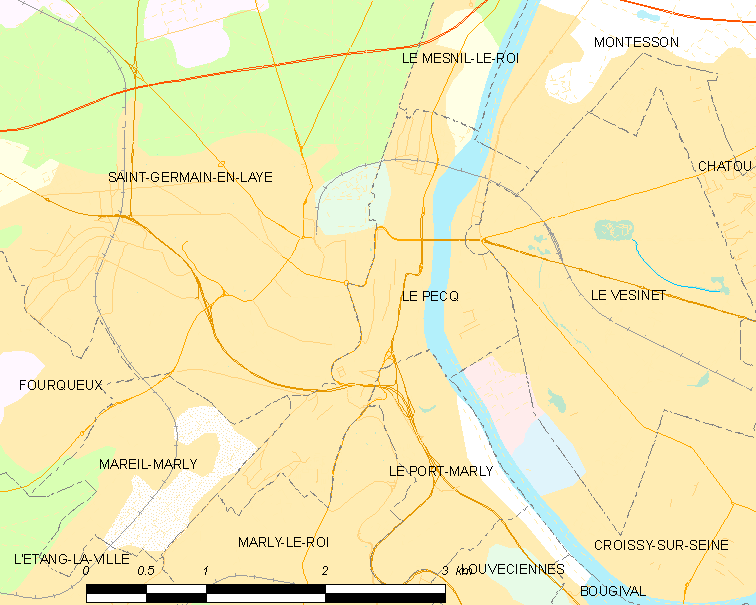
勒佩克的OSM定位图

## 行政
勒佩克的邮政编码为78230，INSEE市镇编码为78481。

## 政治
勒佩克所属的省级选区为圣日耳曼昂莱县。

## 人口

1962-2008年间勒佩克人口变化图示

勒佩克于2022年1月1日时的人口数量为15858人。

## 姐妹城市
| 城镇       | 州/地区            | 国家   |
| ---------- | ------------------ | ------ |
| 阿兰胡埃斯 | 马德里自治区       | 西班牙 |
| 巴恩斯     | 泰晤士河畔里士满区 | 英国   |
| 亨内夫     |                    | 德国   |